# Roel van Broekhoven
Roel van Broekhoven (Epe, 23 september 1950) is een Nederlandse journalist, televisie- en filmregisseur en programmamaker.
Van Broekhoven studeerde aan de School voor Journalistiek in Utrecht.  Van 1976 tot 1990 werkte Van Broekhoven voor de radio. Sinds 1979 is hij werkzaam bij de VPRO als programmamaker, regisseur en eindredacteur. 
Hij werkte onder meer voor het programma 'Tegenlicht' en is maker en bedenker van de geschiedenisserie 'In Europa'.

## Televisie
- “Onze man bij de Taliban”. 4 afleveringen  (2022)
- In Europa, de geschiedenis op heterdaad betrapt 20 afleveringen (2019/2020)
- ”Onze man in Teheran” 5 afleveringen 2017/2018
- PBS Frontline “Our man in Teheran”. 2 episode series van elk 120 minuten (2018)
- “Onze man in Teheran” 4 delige serie met Thomas Erdbrink. (2015/2016)
- HhhH (Himlers hersens heten Heinrich) - 8 afleveringen gebaseerd op de bestseller van schrijver Laurent Binet (2015/2016)
- Speeches - 12 afleveringen over speeches die de wereld veranderden (2014)
- O'Hanlons Helden - eindredactie, 16-delige serie over ontdekkingsreizigers uit de 19e eeuw
- Tegenlicht - het jaar dat de euro valt (2012)
- Zomergasten - jubileumuitzending '25 jaar Zomergasten (2012)
- De Beagle (regie, 2009/2010)
- In Europa - eindredactie 35-delige serie naar het boek van Geert Mak (2005-2009)
- Tegenlicht - (eindredactie, 2002-2005)
- Wie niet weg is is gebleven - tiendelige serie over 25 jaar Suriname (2000)
- De wereld volgens Dummer - eindredactie (1996-1997)
- Diogenes 1985-1996 Foreign affairs - regie en eindredactie * Themaavonden (1997/1998)
- BG-TV - d.w.z. Binnengasthuis-televisie, een wekelijkse alternatieve actualiteitenrubriek (1981)

## Documentaires en films
- Himmlers Hersens Heten Heydrich (2017)
- De dag dat de dollar valt (2005)
- Bagdad (reality-tv, 2005)
- Purple Hearts (2005)
- De Foto (2003)
- Sunday september 22 (2003)
- De Vrienden van Mugabe (2003)
- Beachy head (2002)
- Vermoorde onschuld - Zuid-Afrika na de Waarheidscommissie (2001)
- Bang (voor altijd) bang (2001)
- Even India bellen (2001)

## Onderscheidingen
- 2016 - de Tegel, beste journalistieke productie in de categorie 'Achtergrond'. Tevens winnaar van de Publieksprijs.
- 2015 - Zilveren Nipkowschijf -samen met Thomas Erdbrink voor Onze man in Teheran
- 2013 - Zilveren Nipkowschijf - tv-programma voor O’Hanlons helden
- 2001 – Dick Scherpenzeelprijs - documentaire Even India bellen..
- 1991 – Zilveren Nipkowschijf - Diogenes 1985-1996 Foreign affairs, regie en eindredactie (1997-1998)